# Parlamento della Catalogna
Il Parlamento della Catalogna (in catalano: Parlament de Catalunya, in occitano: Parlament de Catalonha, in spagnolo: Parlamento de Cataluña) è una delle istituzioni che formano la Generalitat de Catalunya, insieme alla presidenza della Generalitat de Catalunya e al Governo (o Consiglio Esecutivo). L'articolo 55 dello Statuto della Catalogna del 2006 indica che il Parlamento:
1. Rappresenta il popolo della Catalogna.
2. Esercita potestà legislativa, approva il Bilancio della Generalitat de Catalunya e controlla e propone l'azione politica e di governo.
3. È inviolabile.

La sua composizione deve essere tra 100 e 150 deputati. Il Parlamento conta 135 seggi ("deputati"), che sono scelti per suffragio universale ogni quattro anni oppure a seguito di una dissoluzione straordinaria.
I primi antecedenti storici del Parlamento si rimontano al secolo XI. Il Parlamento attuale si riavviò l'anno 1980.

## Storia

### Le Corti Catalane

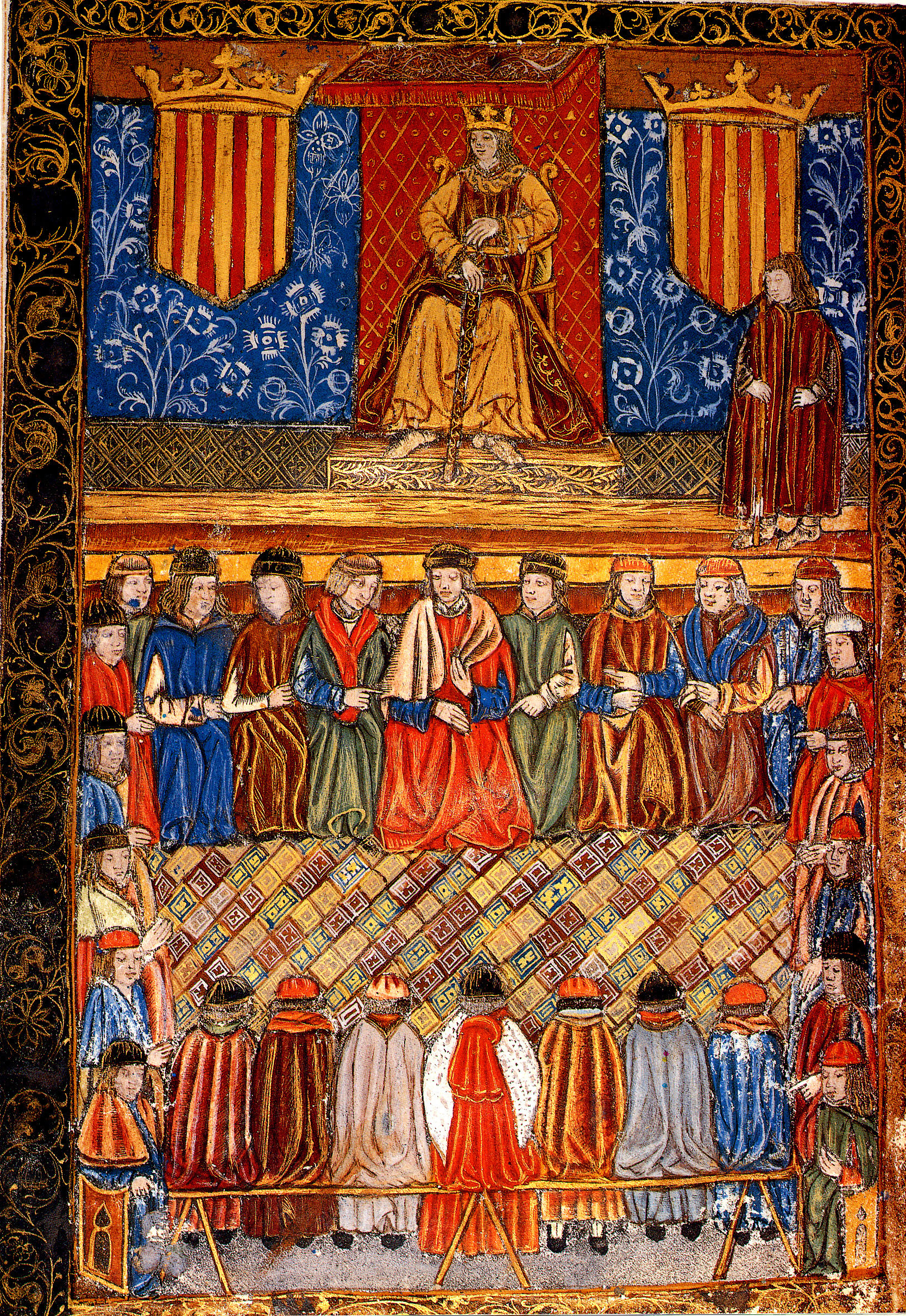
Ferdinando II d'Aragona in trono incorniciato da due scudi con i Pali d'Aragona. frontespizio di un'edizione del 1495 delle Costituzioni catalane.

I primi corpi legislativi della storia catalana sono le Assemblee di Pace e Tregua di Dio (Pau i Treva de Déu), risalenti al 1027. Inizialmente convocate dal clero, si vincolarono gradualmente alla corte del Conte di Barcellona. Le Osservanze di Barcellona (Usatges de Barcelona), primo codice legale catalano, furono emanate dal Conte Raimondo Berengario I proprio sulla base delle deliberazioni delle assemblee.
Il continuo bisogno di raccolta di risorse finanziarie e militari condussero a una formalizzazione delle istituzioni di corte. A partire dal XIII secolo, quindi, il corpo legislativo assunse il nome di Corti Catalane. Sotto il regno di Pietro III di Aragona, esse si diedero anche un codice di procedura formale.
Le Corti Catalane erano composte da tre Stati (tres Braços), in rappresentanza del clero, della nobiltà feudale e dei cittadini di Barcellona e Girona. Gli abitanti dei centri minori erano quindi rappresentati indirettamente, attraverso i propri signori feudali. Il potere delle Corti era legislativo: esse potevano approvare proposte di legge del monarca (Constitucions) o progetti di propria iniziativa (Capítols de Cort). A partire dal 1359, le Corti istituirono la Diputació del General (chiamata colloquialmente Generalitat), organo atto a presiedere la riscossione dei tributi e a controllare le spese della Corona nel Principato di Catalogna. Omonime cariche vennero istituite negli altri stati costituenti della Corona d'Aragona, da parte delle Corti del Regno di Valenza e dalle Corti del Regno d'Aragona. In tutto il territorio della Corona, quindi, si articolò una suddivisione costituzionale dei poteri, tranne nel Regno di Maiorca.
Durante il periodo di regno degli Asburgo in Aragona, le Corti vennero convocate sempre meno; fu la Diputació a guadagnare peso politico, giacché assunse il ruolo di tutrice del compimento della legalità da parte del sovrano.
A seguito della Guerra di successione, la vincitrice Casa di Borbone emanò i Decreti di Nuova Pianta (Decrets de Nova Planta, 1716), che abolirono tutte le istituzioni di autogoverno della Corona d'Aragona, tra cui le Corti Catalane e la Diputació.

### Storia contemporanea

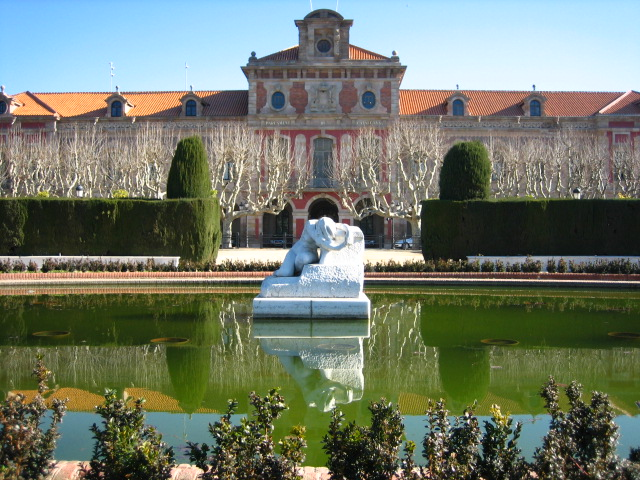
Facciata del Palazzo del Parlamento.

Nel XX secolo, duecento anni dopo i Decreti di Nuova Pianta, le quattro province catalane (Barcellona, Gerona, Lleida e Tarragona) istituirono la Confederazione di Catalogna (Mancomunitat de Catalunya), un'entità che sotto la presidenza di Enric Prat de la Riba e Josep Puig i Cadafalch esercitò funzioni amministrative e di creazione e modernizzazione delle infrastrutture. Essa rappresentò il primo caso di riconoscimento da parte dello Stato spagnolo della singolarità catalana. La Confederazione si dotò di un'assemblea legislativa, composta dai deputati catalani alle Corti di Madrid. La dittatura di Primo de Rivera abolì questa istituzione.
Nell'anno 1931 fu istituita la Generalitat come organo di autogoverno della Catalogna, nell'ambito della legalità della Repubblica Spagnola, e le si affiancò il Parlamento come corpo legislativo. Le sue prime elezioni si tennero il 20 di novembre del 1932 e premiarono la Sinistra Repubblicana del Presidente Francesc Macià. La vittoria della fazione nazionalista nella Guerra civile spagnola comportò l'abolizione della Generalitat e del suo Parlamento.
Gli esuli catalani rivendicarono dall'estero la continuità delle istituzioni della Presidenza (Josep Irla i Bosch, Josep Tarradellas) e del Parlamento (Antoni Rovira i Virgili, Manuel Serra i Moret, Francesc Farreras i Duran) della Generalitat. Questa venne restaurata nel 1979, quando Adolfo Suárez prese atto della vittoria delle sinistre in Catalogna nelle elezioni del 1977. Il Presidente del Governo permise al presidente in esilio Tarradellas di reinsediarsi a Barcellona. Con lo Statuto del 1979, anche il Parlamento fu recuperato. Le sue prime elezioni libere, tenutesi il 20 marzo 1980, diedero la vittoria a Convergenza e Unione di Jordi Pujol.

## Composizione
| Gruppo | Gruppo                          | Componenti                          | Portavoce           | Totale |
|        | Socialisti e Uniti per Avanzare | PSC: 32 Uniti per Avanzare: 1       | Alícia Romero       | 33     |
|        | Repubblicano                    | ERC: 33                             | Marta Vilalta       | 33     |
|        | Junts per Catalunya             | JxCAT: 31 DC: 1                     | Mònica Sales        | 32     |
|        | Vox                             | Vox: 11                             | Joan Garriga        | 11     |
|        | Candidatura di Unità Popolare   | CUP: 8 GC: 1                        | Eulàlia Reguant     | 9      |
|        | En Comú Podem                   | Catalunya en Comú: 5 EV: 1 Podem: 1 | David Cid           | 8      |
|        | Ciudadanos                      | Cs: 6                               | Ignacio Martín      | 6      |
|        | Misto                           | Sottogruppo PPC: 3                  | Alejandro Fernández | 3      |